# Малі Дорогостаї
Малі́ Дорогостаї — село в Україні, у Млинівській селищній громаді Дубенського району Рівненської області. Населення становить 862 осіб.

## Географія
Географічні координати 50 градусів 32'48" пн. ш. і 25 градусів 35'16 сх. д.
Розташоване у південно-західній частині Волинської височини. Розташоване на березі притоки Ікви за 15 км від автомагістралі Київ — Львів — Чоп.
Знаходиться в лісостеповій зоні, Західноукраїнській її провінції. Територія багата вапняком, глиною, крейдою, піском. Оброблювальні землі чергуються з дубово-мішаними гаями. Ґрунтовий покрив представлений опідзоленими чорноземами.
На окраїні села протікає річка Дійничка, яка бере початок на Турецькій горі, а взагалі село лежить за 7 кілометрів від районного центу, 70 кілометрів від обласного та 31 кілометр від залізничної станції міста Дубно, через нього проходить автомагістраль Дубно-Луцьк.

## Історія
У Переліку фондів родових архівів магнатів і шляхти Правобережної України КЦАДА зазначено, що магнати Сапіги посідали володіння Dorohosta[je] на Волині з 1402 по 1812 р.р.
Назва Дорогостаї (без слова Малі, Великі) вживалася від зародження поселення. Вперше село з такою назвою згадано в акті від 1545 року. Назва села походить від прізвища пана Дорогостайського, а назва Малі Дорогостаї з‘явилася внаслідок того, що меншому синові дісталася менша частина землі.
Речові пам‘ятки свідчать про те, що село вже існувало в XII столітті (при розборі католицького костела, який колись був на території села, виявилося, що цегла, з якої він зроблений, виготовлена у XII столітті.) Село із східної, південної і західної сторін було оточене водою. З північної — проліг глибокий рів. Південна сторона села була ще захищена кам‘яною стіною, залишки якої виявлені при земельних роботах.
У 1561 р. частину Дорогостаїв захопив Ян Кухмистрович у тодішнього свого брата Миколи.
14 березня 1561 р. Кухмистрович скаржиться на свого пана за те, що той переховує селянина-коваля, який втік, боячись бути покараним за крадіжки.
4 червня 1563 р. надійшла скарга князя Івана Масальського про захоплення паном Яном Кухмистровичем його коней, які втекли з Радухівки в Торговицю через Дорогостаї.
Задокументовано, що 10 березня1564 р. селянин Єврам Плюта, помираючи заявив привселюдно, що причиною його смерті є побої, завдані йому паном Яном Дорогостайським (опис актової книги Київського центрального архіву).
Акт від 20 серпня 1565 р. зафіксував скаргу пана Миколи Кухмистровича на пана Яна Кухмистровича-Дорогостайського про підпал сіна та трьох селянських дворів у Дорогостаях.
Акт від 8 квітня 1566 р. свідчить, що у Дорогостаях в пана Яна Кухмистровича вкрали сіно, підпалили клуню з житом і зробив це слуга брата скаржника.
Автором скарги від 19 жовтня 1566 р. є литовський стольник Микола Дорогостайський. Він стверджує, що нанесли побої та рани його слугам та коням, захопили мисливських собак в Дорогостаях і переорали його поля муравицький війт, міщани та урядники литовського гетьмана Григорія Ходкевича.
Той же Ян Кухмистрович 15 травня 1569 р. згодився на приєднання до Корони Польської і підтвердив згоду присягою. 6 березня 1577 р. на татарський табір, що розташувався під Дорогостаями, несподівано напав невеликий загін. Події тогочасного побоїща та його наслідки проаналізував на основі архівних документів кандидат історичних наук із Львова Андрій Козицький: «Татари з‘явилися несподівано. Час для нападу було вибрано вдало. Більша частина військ Речі Посполитої разом з українськими козаками Яна Зборовського вирушила на північ воювати з вільним містом Гданськом. На Волині, втім, як і на решті території держави залишилися лише окремі гарнізони в окремих замках. У суботу 2 березня 1577 р. татарський загін хана Карвула підійшов до Горині. Степовики, які з‘явилися з південного сходу, швидко знайшли дві гаті і переправилися ними через річку. Опинившись на другому березі татари одразу ж поділилися на дрібні загони й, розсипавшись околицею, почали палити села і брати ясир. З димом пішли Сураж, Опишковці, Борки, Шумськ, Мізуринці. Наступного дня нападники перейшли по льоду Ікву між Дубном і Таракановим й заклали кіш в Погорільцях. Перепочивши день, 4 березня степовики розділилися на два загони, один з яких пішов угору, а другий — униз по Ікві. Перший загін спалив дощенту Івання, Муравицю та Млинів й зупинився в Добрятині та Торговиці. Ті татари, які йшли вниз по течії річки, дійшовши до Верби, звернули на північ і знищили ще три села.
На світанку 6 березня 1577 р. на татарський табір, що розташувався під Дорогостаями, несподівано напав невеликий загін литовського мечника Миколи Монвида Дорогостайського. Налетівши на ворога, сміливці прорвалися у самий цент табору. Загін Дорогостайського налічував заледве 80 чоловік, але захопленим зненацька татарам видалося, що їх атакує набагато численніше військо. Поки степовики не зорієнтувалися в ситуації, Микола Дорогостайський зумів звільнити велику частину ясиру і навіть захопити кількох татар у полон. І хоча повністю розбити татар не вдалося, отримавши неочікувану відсіч, хан Караул зібрав залишки свого чамбулу й швидко пішов на південь.
Переможна битва з набагато сильнішим ворогом одразу зробили Миколу Монвида Дорогостайського відомим. Утім, слава його була заслуженою, бо, за словами хроніста, був він чоловік «великих здібностей, освіти та мужності». На заклик польського короля в 1578 р. Дорогостайський вирушив на війну з московитами. Упродовж двох наступних років він неодноразово відзначався в боях, особисто керував захопленням двох міст і особливо уславився при штурмі Полоцька. Бажаючи винагородити відважного мечника, король Стефан Баторій надав йому у володіння Вовковиї та почесний титул старости Вовковийського».
На той час біля села знаходився курган, який називався «Могила Цвитобиль». У документі за 1595 р. курган названо по іншому «Могила велика».
Задокументовано також, що Дорогстаям у 1605 р. довелося знову відчути на собі татарський погром. Завойовники змусили населення шукати притулку у північно-східній стороні, куди татари не наважилися йти. Там були горби, дрімучі ліси. Частина люду після того, як минула небезпека, не захотіли повертатися на згарища і поселилися на території Великих Дорогостай.
1887 р. в селі було 28 домів і 419 мешканців, мурована церква, школа, водяний млин. 1888 р. село належало Волинському губернатору фон Грессеру та Яну Заблоцькому. 
У 1906 році село Млинівської волості Дубенського повіту Волинської губернії. Відстань від повітового міста 19 верст, від волості 5. Дворів 87, мешканців 785.
Великих руйнувань зазнало село у роки першої світової війни, багато жителів було евакуйовано з села.
7 (20) листопада 1917 року, відповідно до Третього Універсалу Української Центральної Ради, увійшло до складу Української Народної Республіки.
Перша радянська окупація почалась у 1918 році, у лютому 1918 року село визволили німецькі війська, а восени 1920 р. Млинівщина опинилася під владою Польщі.
У 1939 році село перейшло до складу СРСР.
У 1941 році село взяли під контроль німецькі війська. У червні 1943 р. через село проходило партизанське з‘єднання під командуванням С. Н. Ковпака. Село було відвойоване у нацистських загарбників 2 лютого 1944 р. військами 13-ї гвардійської дивізії.
40 чоловік із Малих Дорогостай загинуло на фронтах війни. На вшанування пам‘яті про них встановлено обеліск. Всього ж на війну було мобілізовано 150 малодорогостайців.
Серед них: Диковицький Іван Якович, Перев'язко Вячеслав Павлович, Тростянчук Олексій Григорович,Титарчук Леонід Михайлович.
20 вересня 1947 р. Млинівський райвиконком затвердив статус сільськогосподарської артілі ім. Шевченка. У грудні 1950 р. на загальних зборах членів колгоспу об‘єдналися 3 колгоспи: ім. Шевченка (Малі Дорогостаї), «Нове життя» (с. Маслянка) та ім. Жданова (с. Мантин). Головою колгоспу був обраний Ярмольчук К. Г.
Літнього вечора 1953 р. в колгоспі вперше засвітилася лампочка Ілліча. В 1958 р. до колгоспу ім. Шевченка приєднався колгосп ім. Калініна (с. Брищі). А в червні 1959 р. також був приєднаний колгосп ім. Молотова (с. Муравиця). Головою колгоспу в 1959 р. був обраний Слободінський П. М., а в 1962 р. головою колгоспу був обраний Яцюк Г. В.
У 1979 р. колгосп очолив Прудников А. М. Під його керівництвом розпочато газифікацію і асфальтування вулиць. Закладено фундамент для будування адмінбудинку.
З 1984 р. головою колгоспу стає Романюк М. С. У 1986 р. закінчено будівництво адмінбудинку, розпочато телефонізацію, встановлено в адмінбудинку АТС на сто номерів.
У 1987 р. закінчено будівництво дитячого садка і реконструйовано центральну площу села (знесено старі хати і заасфальтовано площу). Зараз колгоспна земля розділена між селянами, кожному з яких належить понад 2,5 га.
12 червня 2020 року, відповідно до розпорядження Кабінету Міністрів України № 722-р від «Про визначення адміністративних центрів та затвердження територій територіальних громад Рівненської області», увійшло до складу Млинівської селищної громади.
19 липня 2020 року, в результаті адміністративно-територіальної реформи та ліквідації Млинівського району, село увійшло до складу Дубенського району.

## Населення
За переписом населення 2001 року в селі мешкало 857 осіб.

### Мова
Розподіл населення за рідною мовою за даними перепису 2001 року:
| Мова       | Відсоток |
| ---------- | -------- |
| українська | 99,65 %  |
| російська  | 0,23 %   |

## Органи влади

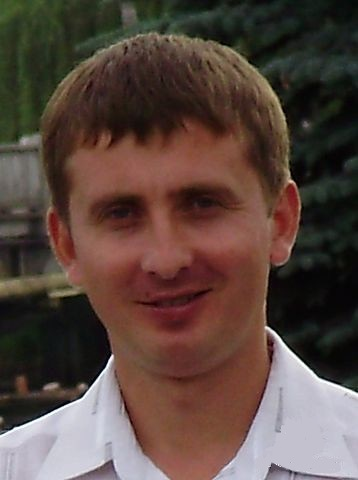
Роман Петрович Зінь

До 2016 — центр Малодорогостаївської сільської ради. У підпорядкуванні якої знаходилися села: Брищі, Маслянка, Мантин, Стоморги.
Сільський голова — Зінь Роман Петрович (на 2016 рік). Від 2016 у  Млинівській селищній громаді.

## Підприємства
На території сільської ради працюють:
- М'ясо — переробне підприємство «Чайка» — приватний підприємець Чайка В.
- «ДБК Буд» по виробництву цегли
- Магазин-кафе «Оксамит» — пп. Коновалова О. О.
- Магазин «Пивна хата» — пп. Дубравський С. П.
- Кафе і магазин Млинівського РАЙСТ

Фермерські господарства:
- «Влада» — пп. Романчук О. М.
- «Влада +» — пп. Романчук І. А.
- «Магія і К» — пп. Момот Я. Д.
- «Лілея і К» — пп. Гайструк С. В.
- «Явір» — пп. Назаркевич М. О.
- «Арсен +» — пп. Трачук А. та
- «Серпанок» — пп. Романюк М. С.

## Медицина
Амбулаторія сімейної медицини

## Освіта

### Малодорогостаївська загальноосвітня школа І-ІІІ ступені
У Волинських єпархіальних відомостях (видавництва 1884 р.) є перша згадка про школу, яка існувала за рахунок общини при церкві. Це була церковно-приходська школа, яка називалася народним училищем. У ній навчалося 27 учнів (за іншими даними 29) і працюавло два вчителі. Школа знаходилась у колгоспній коморі, кругом був садок. Навіть діти із Бокійми ходили в цю школу, де вивчалась математика, письмо, російська мова, релігія. Заробітна плата вчителя була 30 карбованців, але за них можна було достойно прожити.
Після революції було 4 класи, вчилися у дві зміни. Була одна вчителька — Луція Великанович (з Іванофранківщини) і отець Вишневський.
Перед першою світовою війною вчителем у школі працював Кудак Митрофан Якович, який у 1919—1920 рр. був членом Млинівського Волосного ревкому і завідував відділом освіти.
За роки з 1929 по 1939 в селі існувала початкова школа, у якій навчання велося польською мовою. Вчителькою була Великанович Луція.
Після приходу радянської влади школа продовжувала існувати. Директором була Чучмай З. Н.. Під час окупації школа була закрита. А в 1944 1945 рр. вона стала існувати як семерічка. У школі вчилися діти з Малих Дорогостай, Брищ і Маслянки. Школа розміщувалася у кількох приміщеннях, по сільських хатах.
У 1947—1948 рр. був перший випуск семирічної школи.
Після війни у школі працювали: Пахолюк Олена Василівна, Міх Фросина Євгенівна, Петренко Домнікія Мифодієвна, Ковальчук Петро Олександрович, Кудак Наталія Митрофанівна, Чучмай Зіна Никофорівна, Фенюк Лідія Іванівна.
Головним корпусом школи були дві класні кімнати у селянській хаті, де тепер проживає Грицов. Одна класна кімната була в хаті Косинчука Петра Дорофійовича. Ще одна класна кімната знаходилась у сільській раді. Учительська знаходилась в хліві.
До 1955 р. директорами школи були: Кондратьєв, Шкода Володимир Павлович, Полешко Олександр Федорович. З 15 серпня 1955 р. школу очолив Яцюк Григорій Васильович. Школа і далі розміщувалася в сільських хатах. Обігрівалися приміщення грубками, які опалювали Моторний Федот і Завалінський Федось. Ці два чоловіки і прибирали класні кімнати.
Умови були важкі, але педагогічний колектив із великими стараннями навчав і виховував гідну зміну старшому поколінню. Сумлінно працювали в цей час такі вчителі: Тростянчук Олексій Григорович та Тетяна Юхимівна, Диковицька Ніна Степанівна, Лісна Марія Петрівна, Черепушко Р. П., Куманська Л. О., Кудак Світлана Митрофанівна, Станько Віра Андріївна, Стецик Дарія Степанівна, Гручек Зіновій Андрійович, Мацигон Василь Степанович. Частина з них уродженці села, які закінчили цю школу.
Наприкінці серпня 1956 р. директором школи став Сиепан Андрійович Вальчун.
У колективі в цей час працювали подружжя Дужкіних — Зіна Андріївна, вчителька математики і фізики, і Микола Євдокимович, вчитель російської мови і літератури, Ольга Павлівна Білан- вчителька біології і хімії, історію і географію викладала Віра Михайлівна Вальчун.
Школа і далі розміщувалася у дядьківських хатах. Сучасне приміщення школи закладалося на сільських недільниках, під час яких всією громадою села і, насамперед, вчителів та учнів, розбирали руїни розбитого ще в першу світову війну храму. Першу цеглину заклали у 1953 р. при директору Коваленко І. В. Будівництво велося господарським методом. А через два роки вже в трьох класних кімнатах розпочалося навчання. У 1963 р. будівництво школи було завершено. Господарським методом у 1964 р. при школі побудували будинок для вчителів, їдальню та майстерню для трудового навчання. Здійснювалося це все при новому директору Зіновію Андрійовичу Гручеку.
З 1974 по 1987 рр. в школі працював директором Мельник Михайло Михайлович. До 1992 р. директором школи була Дума Тамара Павлівна. У ці роки у школі працювали Диковицька Н. С., Лісна М. П., Харчук Л. Т., Черепушко Р. П., Поліщук Л. Л.
До 1985 р. школа функціонувала як восьмирічна, до 1993 р. — дев‘ятирічна.
У 1992 р. голова батьківського комітету Олег Леонтійович Похильчук разом з директором школи Шпак Р. А. порушує клопотання перед районною радою про відкриття середньої школи. Рішенням ради по народній освіті № 2 від 23 лютого 1993 р. Малодорогостаївська неповна середня школа була реорганізована в середню школу. І по сьогодні щкола функціонує як середня.

## Культура

### Будинок культури села Малі Дорогостаї
Збудований в 1973 році. Зал на 500 місць, фоє, гримерна.

### Публічно-шкільна бібліотека села Малі Дорогостаї
До 1973 року бібліотека розміщувалась в старому приміщенні дядьківської хати. В 1973 році на кошти колгоспу ім.. Шевченка був побудований будинок культури, другий поверх якого займала бібліотека. У бібліотеці був читальний зал, книгосховище та дитяча кімната. Фонд бібліотеки становив 5 тис. книг і налічувалось 340 читачів. Поповнювався фонд за рахунок коштів виділених місцевим колгоспом ім. Шевченка. У 1980 році книжковий фонд бібліотеки становив 15 тис. книг, а серед читачів 203 були учнями. З 1963 по 2003 рік завідувачкою бібліотеки була Рудько Софія Андріївна.

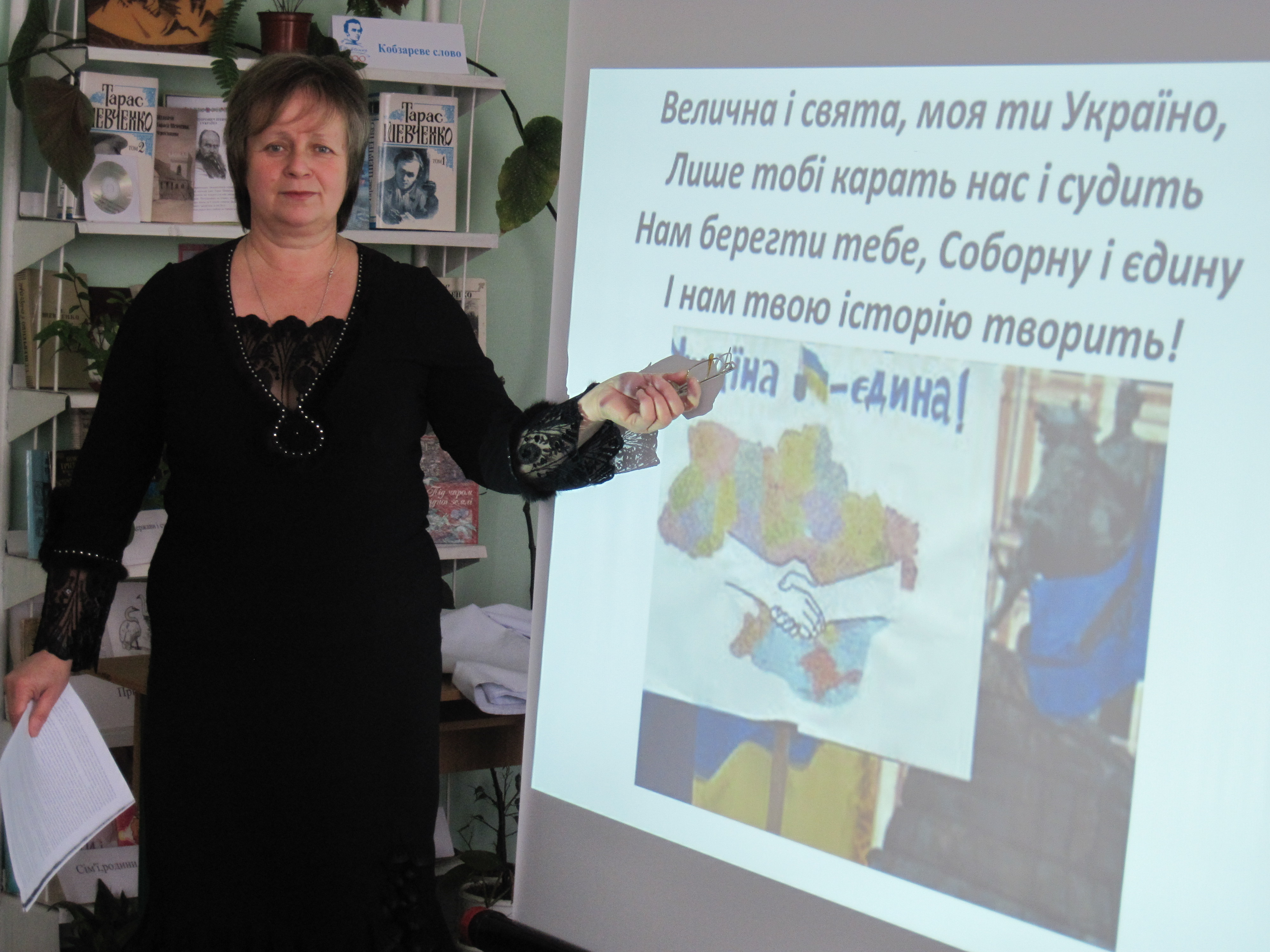
Зав. публічно-шкільною бібліотекою Алла Михайлівна Тищук

У 2002 році було проведено реорганізацію бібліотечної системи: сільські бібліотеки було об'єднано з шкільними і створено публічно-шкільну бібліотеку. З 2003 року по нинішній час завідує бібліотекою Тищук Алла Михайлівна. В 2010 році, у рамках конкурсу «Організація нових бібліотечних послуг із використанням доступу до Інтернету» від програми «Бібліоміст», бібліотека отримала 2 комп'ютери, принтер, сканер, а також доступ до Інтернету.
На даний час бібліотека розміщена в двох приміщеннях: У будинку культури та в приміщенні школи. Шкільний відділ бібліотеки розміщений в сучасному приміщенні з гарним ремонтом та сучасними меблями. В бібліотеці створено комфорт і затишок для своїх користувачів. Обладнано дитячий куточок в якому є різні розвиваючі ігри та м'які іграшки.
У бібліотеці створено ПДГ пункт доступу громадян до публічної інформації), працює консультаційний центр «Надія» для людей з обмеженими фізичними можливостями. Бібліотека тісно співпрацює з будинком культури, школою та місцевою владою. Проводиться ряд заходів до календарних та релігійних свят. Запроваджуються нові форми роботи з допомогою новітніх технологій. На даний час бібліотека обслуговує 680 читачів, фонд бібліотеки становить

## Релігія
Колись у Малих Дорогостаях існував римо-католицький кармелітський костел. Про нього згадується в акті від 1 лютого 1704 р. в скарзі від імені луцького єпископа Діонісія Жабокрицького до приналежних до Дорогостайського монастиря робітників, які разом з Палієвими козаками наїхали на село Жабокрицького Межирічки і пограбували будинок селянина Івана. При розборі цього костелу виявилося, що цегла з його стін виготовлена ще у XII столітті, отже, можна стверджувати, що поселення існувало ще в XII столітті. Фундували костел на початку XVII століття на місці давнього собору Ян Сапега та його дружина Констанція з Гербуртів. Будівництво костелу у стилі бароко було закінчене у 1679 р., а після заборони греко-католицької церкви у 1832 р. він був переобладнаний на церкву. Під час першої світової війни церкву було зруйновано. Залишилися голі стіни без склепіння.
В храмі знаходився склеп, у якому була захоронена польська графиня і ще було 12 домовин. У цих домовинах були захоронені діти і дорослі люди.
За переказами жителів, поляки пропонували відновити костел і вручити селянам ключі вже від відновленого костелу, за що їм повинні були дати певну частину лісу. Але жителі не погодились на такі умови і цей храм простояв ще до 1957 р., доки його стіни не почали розбирати на будівництво школи.

Цікавий запис зафіксовано у церковних книгах за 1789 р.:
Сію книгу купила раба Божия Н. Якимчучка з Великих Дорогостай за власны гроши, за золотых восемдесят, року Божия 1789 мисяця сентембрия дня дванадцятого до церкви Дорогостайський местецкой храма Покрова Пресвятыя Богородицы.
При церкві в Малих Дорогостаях священиками були Стефан Лучинський (1811—1840 рр.), Александр Якович Остальський (з 1841 по жовтень 1886 р.), Петро Олександрович Кваснєцький (з 1886 р.). Останній отримував платню 300 рублів, псаломщик — 50 рублів.
Церква в ім‘я Покрови Пресвятої Богородиці перебудована у 1873 р. із кармелітського костелу, збудованого у XVIII столітті. Переобладнано іконостас, а також дзвіницю над папертю. Роботи по переобладнанню коштували 9000 рублів казенних грошей та 2000 рублів, зібраних прихожанами. В 1887 р. церква пофарбована зсередини та зовні. В церковному лісі є сад, будинок та город, що приносить 40 рублів прибутку в рік.
У роки першої світової війни храм був знищений і залишилися одні стіни. Після війни, приблизно в1918 −1920 рр. почалося будівництво нової церкви, яка і досі носить назву Свято — Покровської. Спочатку ця церква була дерев'яна у вигляді хати і найбільшу участь у її будівництві брав житель Мантина Никитюк Дмитро Якович. До 1980-х років церква залишалася дерев'яною і лише під приводом того, що робиться реконструкція, приблизно у 1980—1981 рр. церква і дзвіниця була обмурована.
У цей час у церкві правили такі священики: Коровіцький, Кострицький, Василь Буйницький, отець Гордій і зараз править з 1993 року Андрій Іванейко.

## Відомі люди

### Народилися
- Олексій Григорович Тростянчук (нар. 24 березня 1926). Виріс у сім'ї хліборобів. 10 червня 1941 року закінчив Млинівську неповну середню школу. Здобув вищу освіту в Ужгородському університеті за спеціальністю вчителя біології та хімії. У 1944 році пішов на фронт. Воював у Білорусі та Прибалтиці. Перемогу зустрів у Румунії. Нагороджений орденом «Вітчизняної війни», «За мужність» Медалями: «За перемогу у Великій Вітчизняній війні», «Захисника Вітчизни»
- Митрофан Якович Кудак (кін. XIX ст. — ?) — за часів Польщі при активній підтримці населення Млинівської гміни став війтом, підпоручик російській армії, його денщиком був славетний у майбутньому співак Іван Семенович Козловський.
- Протоієрей Валерій Семанцо (1955—2020) — будівничий і настоятель Храму на честь Ікони Божої Матері «Живоносне Джерело».
- Фурманюк Василь – повстанець. Уродженець с. Малі Дорогостаї Млинівсього району. У бою з німцями був важко поранений і невдовзі помер (травень 1943 р.).

## Галерея

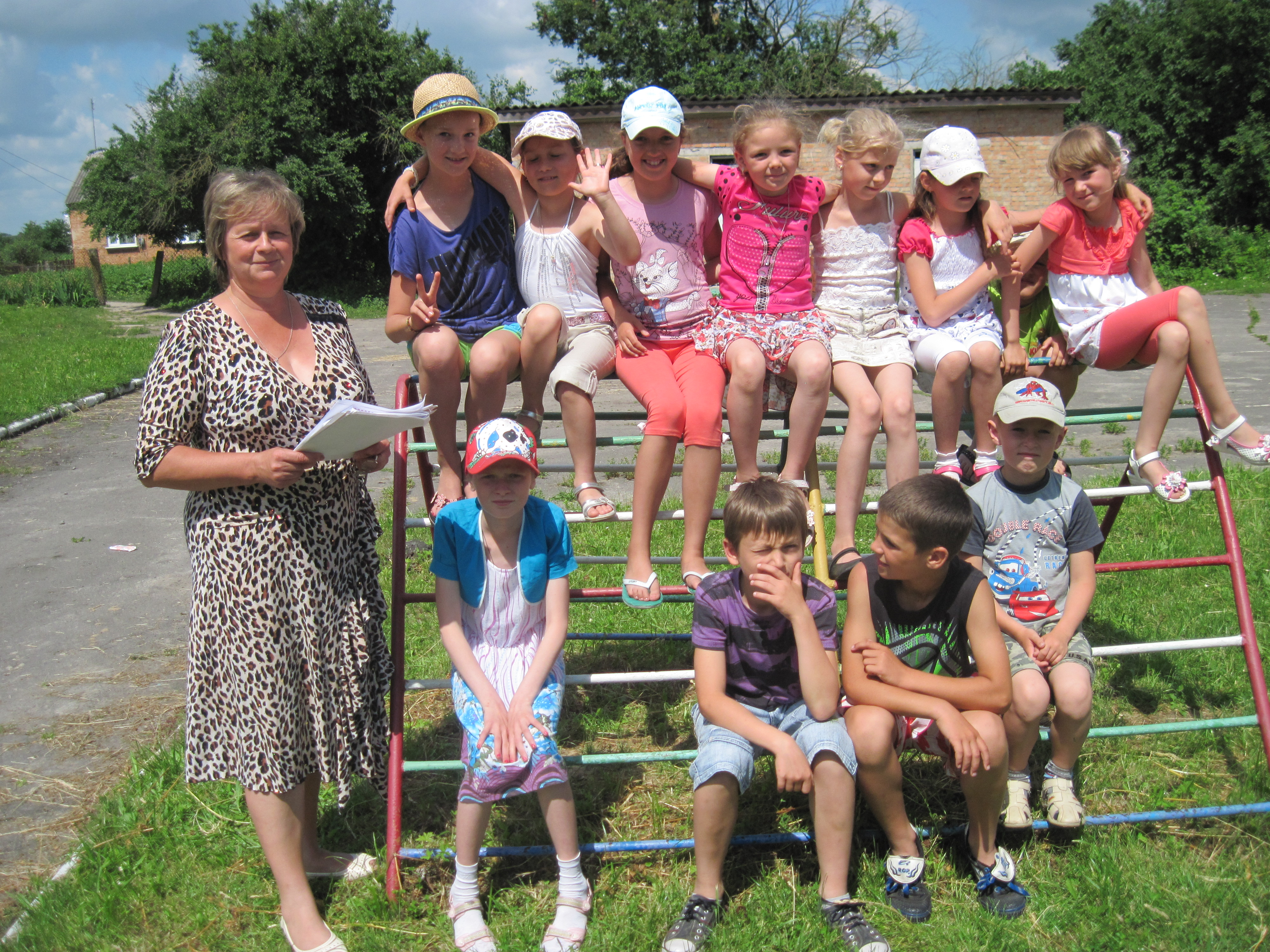
Літні читання
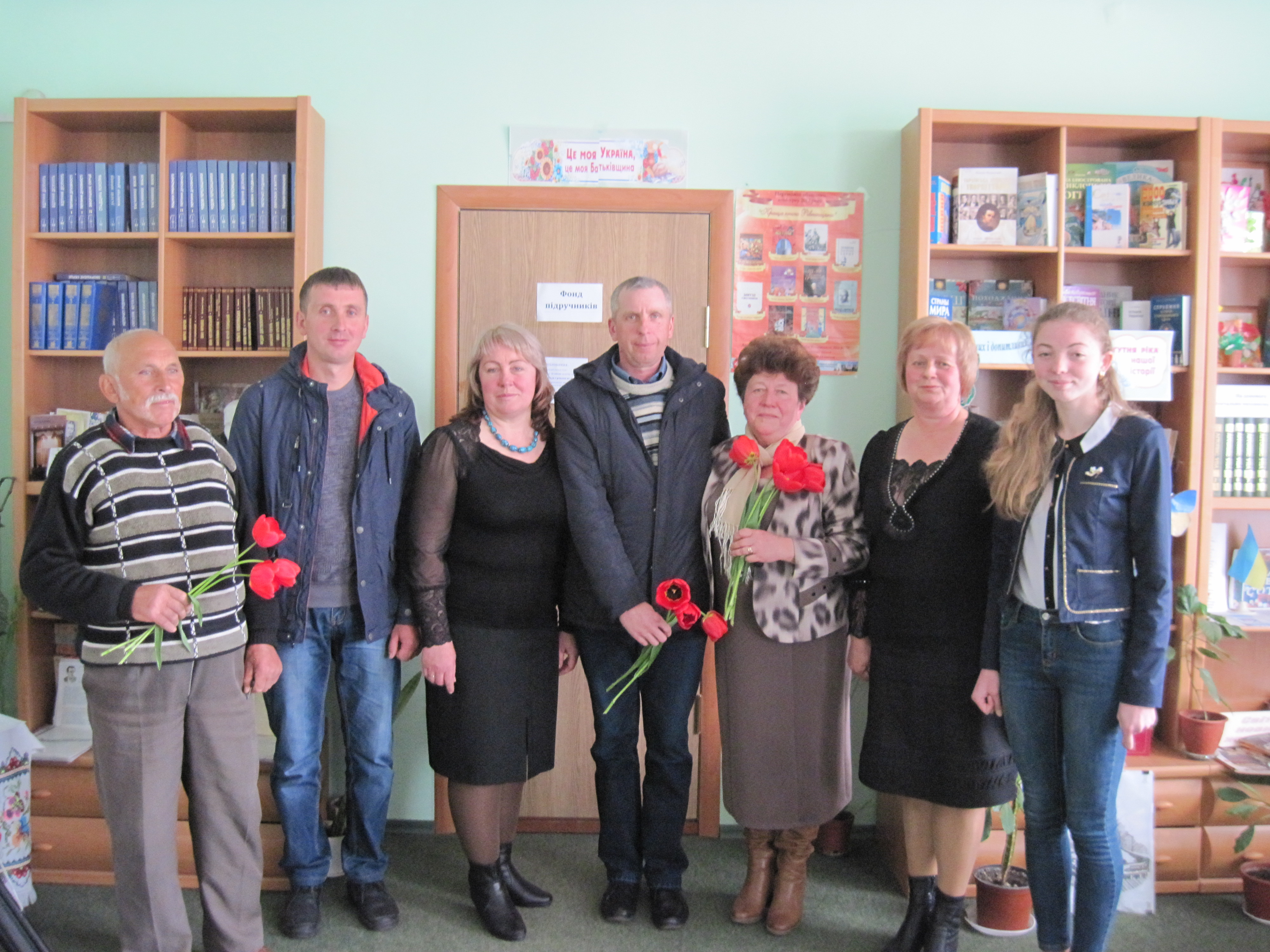
Зустріч до дня Чорнобильської трагедії
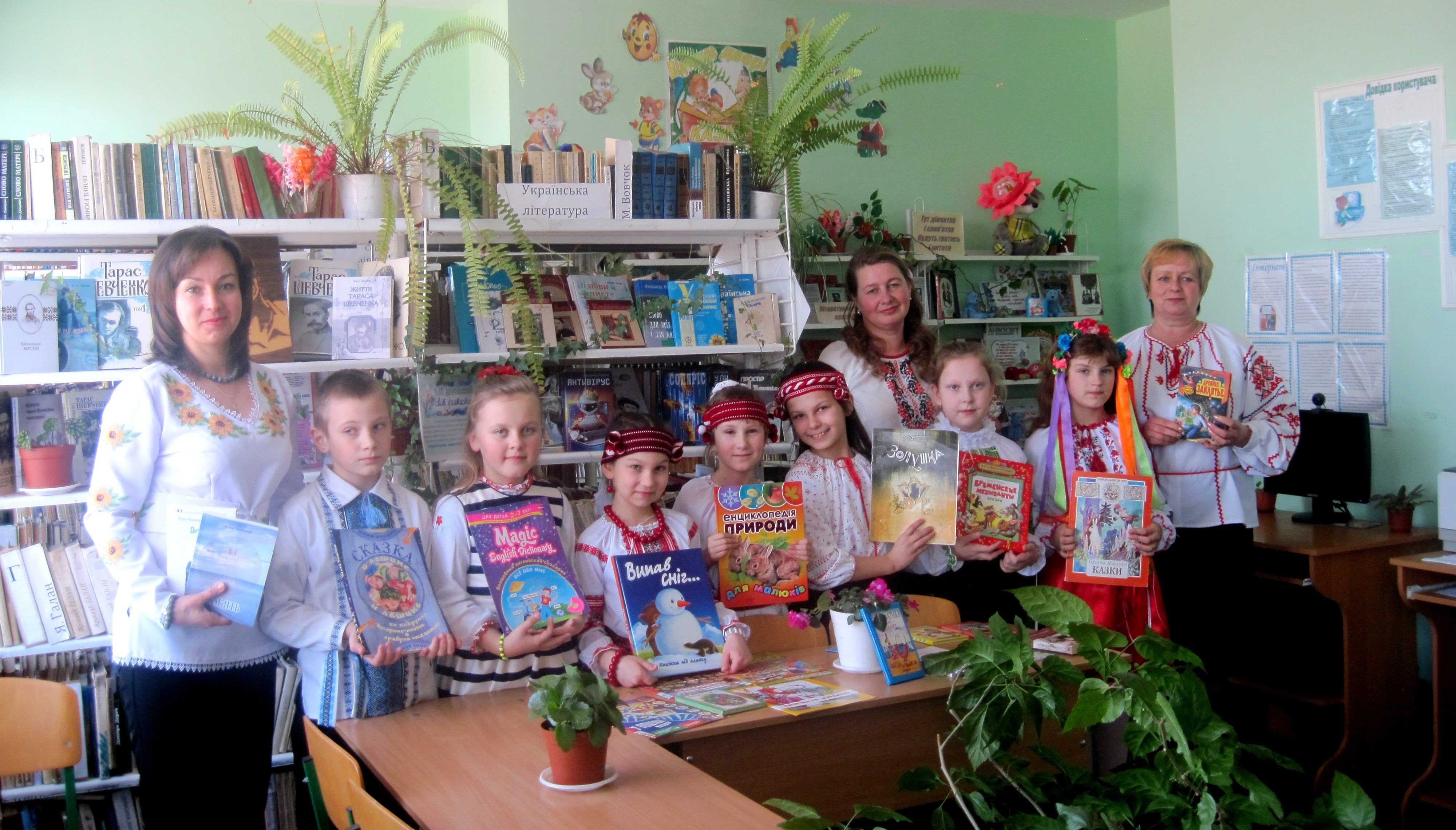
Читачі бібліотеки із подарованими книгами від Фонду Дарини Жолдак